# Trực giác
Trực giác còn gọi là giác quan thứ sáu. Năm giác quan vật lý của con người là: thị giác (nhìn thấy), thính giác (nghe), khứu giác (ngửi), vị giác (nếm), xúc giác (chạm) là những công cụ dùng để tiếp xúc và cảm nhận thế giới quan chung quanh ta. Như vậy khi ai đó nói rằng "trực giác (linh tính) mách với tôi đây không phải là người tốt" thì thật ra không phải là trực giác bởi vì nó đã bị ảnh hưởng của thị giác trước đó rồi.
Chỉ khi nào tự nhiên bạn biết hay cảm thấy một điều gì đó mà không thông qua hay có sự can thiệp của năm giác quan vật lý thì lúc đó mới gọi là trực giác. Cần lưu ý rằng nó cũng không phải do tưởng tượng mà có. Rất nhiều người bị nhầm lẫn ở chỗ này.